# Новожилов, Юрий Викторович
Ю́рий Ви́кторович Новожи́лов (13 ноября 1924, Ленинград — 23 мая 2011, Санкт-Петербург) — советский и российский физик, доктор физико-математических наук, профессор, заслуженный деятель науки Российской Федерации, заслуженный работник высшей школы Российской Федерации (2005), член Совета ЮНЕСКО по физике.

## Биография
Родился в семье учёного-экономиста Виктора Валентиновича Новожилова и члена коллегии адвокатов Елены Робертовны Новожиловой (урождённой Шлейфер). В 1947 году окончил физико-механический факультет Ленинградского политехнического института по кафедре ядерной физики. В 1948—1949 годах работал на заводе «Электросила», в 1949 году стал ассистентом кафедры теоретической физики Ленинградского государственного университета.
В 1952 году защитил кандидатскую диссертацию на тему «Применение метода функционалов Фока к задаче о собственной энергии», в 1953 году стал доцентом, в 1959 году защитил докторскую диссертацию на тему «Облачённые частицы в квантовой теории поля». В 1961 году основал кафедру теории ядра и элементарных частиц (ныне кафедра физики высоких энергий и элементарных частиц), руководителем которой был до 1991 года.
В 1986—2011 годах был заведующим отделом теоретической физики Института физики имени В. А. Фока ЛГУ.
В 1960—1964 годах был проректором ЛГУ по научной работе, в 1968—1972 годах — деканом физического факультета. В 1973—1981 годах был директором департамента научной политики и информации, затем заместителем директора сектора науки ЮНЕСКО. В 1991 году по инициативе Ю. В. Новожилова была создана ежегодная Международная школа физики ЮНЕСКО.
Был председателем диссертационного совета по физике атомного ядра и элементарных частиц, членом диссертационного совета по теоретической физике, членом Учёного совета университета и Физического учебно-научного центра СПбГУ, в 1991—2006 годах — вице-президентом Физического общества СССР, вице-президентом Евразийского физического общества, членом Совета ЮНЕСКО по физике, членом Международной ассоциации математической физики, действительным членом РАЕН.

### Семья
- Сын — Виктор Юрьевич Новожилов, физик-теоретик, доктор физико-математических наук.
- Дочь — Татьяна Юрьевна Новожилова, физик-теоретик, кандидат физико-математических наук.

## Научная деятельность
В 1950-е годы занимался методом функционалов в квантовой теории поля, разработал теорию перенормировок в рамках метода функционалов В. А. Фока, исследовал вопрос о вариации функционалов по ферми-полям.
В 1960-е годы развил новый подход к описанию сильных взаимодействий элементарных частиц на основе представления о так называемых «облаченных» частицах, с помощью которого впоследствии были вычислены потенциалы взаимодействия между нуклонами и гиперонами. Затем исследовал теорию симметрии элементарных частиц, построил одно из первых релятивистских обобщений SU(6)-симметрии и решил задачу о построении унитарных неприводимых представлений обобщенных групп Пуанкаре, совместно с учениками построил представления группы Пуанкаре в так называемом Е(2)-базисе, обнаружил новый класс функций, который удобно использовать для описания частиц со спином («функции Бесселя со спином»).
В 1970-е годы и позднее исследовал неабелевы калибровочные поля, совместно с учениками разработал строгую математическую формулировку квантования неабелевых калибровочных полей в переменных светового конуса, а также метод бозонизации, позволяющий определить структуру сильного взаимодействия при низких энергиях и найти её вид для легчайших мезонов. Совместно с Д. В. Василевичем корректно сформулировал и развил идею об индуцированной гравитации А. Д. Сахарова и Я. Б. Зельдовича.
В 1998 году, в связи со столетием со дня рождения В. А. Фока, опубликовал ряд статей, посвященных его научной и педагогической деятельности.
Является автором более ста шестидесяти работ. Под руководством Новожилова было защищено более тридцати кандидатских диссертаций.
Неоднократно выдвигался в члены-корреспонденты АН СССР по Отделению общей физики и астрономии.

### Книги
- Новожилов Ю. В. Элементарные частицы. — М.: Физматгиз, 1959. — 184 с.
- Новожилов Ю. В. Элементарные частицы. — 2-е изд., доп. — М.—Л.: Физматгиз, 1963. — 204 с.
- Новожилов Ю. В. Элементарные частицы. — 3-е изд., перераб. — М.: Наука, 1974. — 287 с.
- Новожилов Ю. В. Введение в теорию элементарных частиц. — М.: Наука, 1972. — 472 с.
- Новожилов Ю. В., Яппа Ю. А. Электродинамика. — М.: Наука, 1978. — 351 с.

### Статьи
- Новожилов Ю. В. О собственной энергии электрона и радиационных поправках // ДАН СССР. — 1952. — Т. 83, № 2. — С. 207—210.
- Новожилов Ю. В. Применение метода функционалов Фока к задаче о собственной энергии // ЖЭТФ. — 1952. — Т. 22, вып. 3. — С. 264—275.
- Новожилов Ю. В. О выборе «невозмущенного» оператора энергии в теории взаимодействия нуклона с полем псевдоскалярных мезонов // ДАН СССР. — 1953. — Т. 92, № 5. — С. 931—933.
- Новожилов Ю. В. Причинные операторы в квантовой теории поля // ДАН СССР. — 1954. — Т. 99, № 4. — С. 533—536.
- Новожилов Ю. В. О квантовой теории поля с причинными операторами // ДАН СССР. — 1954. — Т. 99, № 5. — С. 723—726.
- Новожилов Ю. В. К теории взаимодействия нуклона с полем псевдоскалярных мезонов // Вестник Ленинградского университета. — 1954. — № 11. — С. 47—59.
- Новожилов Ю. В. Электромагнитные свойства нуклона // Вестник Ленинградского университета. — 1954. — № 11. — С. 61—66.
- Новожилов Ю. В. Квантовая теория поля с причинными операторами и швингеровский функционал // ДАН СССР. — 1955. — Т. 104, № 1. — С. 47—50.
- Новожилов Ю. В. Квантовая теория поля с причинными операторами // ЖЭТФ. — 1956. — Т. 31, вып. 3. — С. 493—503.
- Новожилов Ю. В. Вариационный принцип и теорема вириала для сплошного спектра уравнения Дирака // ЖЭТФ. — 1956. — Т. 31, вып. 6. — С. 1084—1086.
- Новожилов Ю. В., Куни Ф. М., Халфин Л. А. К методу промежуточной связи в мезонной теории // Вестник Ленинградского университета. — 1956. — № 4. — С. 51—68.
- Новожилов Ю. В. Масштабное преобразование и теорема вириала в квантовой теории поля // ЖЭТФ. — 1957. — Т. 32, вып. 1. — С. 171—173.
- Новожилов Ю. В. О сведении двухнуклонной задачи к однонуклонной в нерелятивистской области // ЖЭТФ. — 1957. — Т. 32, вып. 5. — С. 1262—1264.
- Новожилов Ю. В. Ядерные силы и рассеяние π-мезонов // ЖЭТФ. — 1957. — Т. 33, вып. 4. — С. 901—909.
- Новожилов Ю. В. Вариационный принцип, масштабное преобразование и теорема вириала в релятивистской квантовой теории // Вестник Ленинградского университета. — 1957. — № 4. — С. 5—24.
- Новожилов Ю. В., Тулуб А. В. Метод функционалов в квантовой теории поля // УФН. — 1957. — Т. 61, вып. 1. — С. 53—102.
- Новожилов Ю. В. О рассеянии «облаченных» частиц в квантовой теории поля // ЖЭТФ. — 1958. — Т. 35, вып. 3. — С. 742—749.
- Новожилов Ю. В. Об асимптотических состояниях облаченных частиц // Вестник Ленинградского университета. — 1958. — № 16. — С. 21—23.
- Новожилов Ю. В., Терентьев И. А. Двухнуклонный LS-потенциал в нерелятивистской мезонной теории // ЖЭТФ. — 1959. — Т. 36, вып. 1. — С. 129—139.
- Браун М. А., Новожилов Ю. В. Некоторые свойства операторов облаченных частиц в теории поля // ЖЭТФ. — 1960. — Т. 39, вып. 5. — С. 1317—1322.

## Признание
- 1953 — университетская премия первой степени за работу «Применение метода функционалов Фока к задаче о собственной энергии».
- 1960 — университетская премия первой степени за цикл работ в области квантовой теории поля.
- Заслуженный деятель науки Российской Федерации.
- Заслуженный работник высшей школы Российской Федерации (2005)[4].
- Орден «Знак Почёта».
- Серебряная медаль ЮНЕСКО имени Альберта Эйнштейна.
- Медали.

## Память
- Международная конференция по физике, посвященная 90-летию профессора Ю. В. Новожилова (Санкт-Петербург, СПбГУ, декабрь 2014 г.)[5].